# 恵明寺 (足立区)
恵明寺（えみょうじ）は、東京都足立区江北二丁目にある真言宗（単立）の寺院。

## 歴史
恵明寺は、平安時代に亮尊により開山されたとも言われているが、実証性に乏しい。
江戸時代には、京都の醍醐寺三宝院の末寺として、周辺各地の真言宗の寺院を門末に持った中本寺格の寺院となった。末寺は最大で36寺を擁していたと言われている。
1648年には徳川将軍家から朱印地20石を拝領した。
その後、明治時代になると1876年に近隣の現在の足立区小台にあった延命寺を合併し、同寺で祀っていた江戸六阿弥陀の一つの阿弥陀如来も恵明寺に祀るようになった。
長い間本尊は不動明王であったが、大正時代までにこの六阿弥陀の阿弥陀如来像に取って代わられた。
第二次世界大戦により本堂等は焼失してしまったが、本尊は焼失を免れた。
また戦前まで長く真言宗豊山派に属していたが、戦後1953年に独立し単立系の真言宗の寺となった。

## 江戸六阿弥陀
六阿弥陀めぐりは、江戸時代から庶民の行楽も兼ねて江戸近郊の寺の六体の阿弥陀如来を巡るというもので、明治時代あたりまで続いていたと言われている。恵明寺にも、江戸六阿弥陀の一つとして明治時代までには彼岸の頃を中心に多くの人が訪れていたと言われている。
1876年に延命寺が恵明寺に合併した後も、境外仏堂として旧地に安置されていたが、1910年に荒川放水路が作られると、仏堂がその河川の敷地にあたることになり、現在地に移転したと言われている。
阿弥陀像は高さは87cmで行基作とも伝わるが、その特徴から鎌倉時代以降の作とされる。1982年に足立区有形文化財に登録された。

## 主な施設
- 本堂
- 弁天堂
- 大師堂
- 子育地蔵

## アクセス
- 東武伊勢崎線（東武スカイツリーライン）・東武大師線「西新井駅」または京浜東北線・東京メトロ南北線・都電荒川線王子駅などからバス(都営バス 王40系統)「荒川土手」下車徒歩2分
- 東京都交通局日暮里・舎人ライナー「高野駅」下車徒歩9分
- 駐車場はなし